# Xanthia tigrina
Xanthia tigrina är en fjärilsart som beskrevs av Vladimir S. Kononenko 1978. Xanthia tigrina ingår i släktet Xanthia och familjen nattflyn. Inga underarter finns listade i Catalogue of Life.